# Maurizio Garzoni
Maurizio Garzoni (v. 1730-1790) est un père dominicain italien, missionnaire au Kurdistan, considéré comme le « Père de la kurdologie » grâce à son édition de la première grammaire kurde.

## Biographie
Maurizio Garzoni naît le 2 décembre 1734 à Turin. Entré dans les ordres, il est ordonné prêtre dans l'ordre des Dominicains au monastère de Santa Sabina à Rome le 26 novembre 1754,.
Il est envoyé en mission apostolique à Mossoul en 1762, où il sera nommé préfet de la mission dominicaine, de 1770 à 1781. En 1782, il contracte une infection aux yeux et est forcé de rentrer en Italie pour éviter de devenir aveugle. Il retourne à Mossoul en 1786. Il y reste encore deux ans avant de rentrer en Italie.

### Le «Père de la kurdologie»
Au cours de sa mission de dix-huit ans au Kurdistan, il séjourne longuement dans la ville et la région d'Amedi, peuplée de Kurdes musulmans, de Kurdes yézidis, de Juifs et de Chrétiens assyriens et nestoriens. Il constate que la langue arabe, utilisée dans la ville de Mossoul et dans quelques villages alentour, n'est quasiment pas employée dans la région d'Amedî. Les Nestoriens parlent le chaldéen ou le soureth, les Jacobites un dialecte syriaque et les Arméniens la langue arménienne. En revanche, tous les hommes chrétiens parlent le kurde, qui constitue donc la langue de communication entre les musulmans et les différentes communautés chrétiennes.
Sur la base du dialecte kurmandji parlé à Amedi, il édite, en 1787, la première grammaire kurde : la Grammatica et vucabulario della lingua Kurda . Son ouvrage est complété par un dictionnaire italo-kurde d’environ 4 600 mots.
Il rédige également une Notice sur les Yézidis.
Garzoni est le premier chercheur à prendre en compte de manière scientifique l'originalité de la langue kurde. C'est la raison pour laquelle il est considéré comme le « Père de la kurdologie », comme le pionnier des grammairiens kurdes et comme un « précurseur dans l’étude des langues orientales »,,.